# Udāna
Das Udāna ist eine buddhistische Schrift aus den Kurzen Texten (Khuddaka-Nikaya) des Palikanon. Udana heißt wörtlich „Aufatmen“. In diesen Aphorismen, zumeist in Versform, und den dazugehörigen Erläuterungen zu dem jeweiligen Anlass wird die Lehre des Buddha in kondensierter Form dargelegt.
Die bekannte Parabel von den „blinden Männern und dem Elefanten“ erscheint hier in Udana VI, 4–6.
Udāna bezeichnet im Sanskrit mit dem sich aufwärts bewegenden Prana-Strom zudem eine bestimmte Form des Prana, die den physischen mit dem metaphysischen Wesensbestandteilen im Menschen verbinde, dessen Aktivierung die spirituelle Entwicklung fördere und durch den die Seele beim Tod den Körper verlasse.

## Struktur des Udana
Das Udana ist in 8 Kapitel (vagga) zu je 10 Lehrdarlegungen gegliedert. Einer Darlegung des Anlasses in Prosa folgen Verse als Schlussfolgerung.
1. Bodhivagga (Erwachen)
2. Mucalindavagga (Mucalinda)
3. Nandavagga (Nanda)
4. Meghiyavagga (Meghiya)
5. Soṇavagga (Sona)
6. Jaccandhavagga (Die Blindgeborenen)
7. Cullavagga (Das Kurze Kapitel)
8. Pāṭaligāmiyavagga (Das Dorf Pātali)

## Übersetzungen
Neben der ersten Gesamtübersetzung durch Karl Seidenstücker (1913) gibt es eine Übersetzung der Verse durch Kurt Schmidt (1954) und von Fritz Schäfer (1998).